# Deron Quint
Deron Timothy Quint (né le 12 mars 1976 à Durham, New Hampshire aux États-Unis) est un joueur professionnel américain de hockey sur glace.

## Carrière de joueur
Joueur américain, licencié de la Ligue de hockey de l'Ouest, il devient professionnel lors de la saison 1995-1996. Il inscrit son premier point dans la Ligue nationale de hockey (LNH) lors de sa première partie. De plus, il égale un record lors de sa première saison, il marque deux buts en quatre secondes. Il inscrit alors son nom dans le livre des records à côté de celui de Nels Stewart qui réalise l'exploit en 1931 avec les Maroons de Montréal.
Aux cours des saisons qui suivent, il s'établit graduellement dans la LNH. Il y joue pour quelques équipes jusqu'au lock-out de la ligue en 2004-2005. Il joue cette saison en Italie. Il commence la saison suivante en Suisse avec les Kloten Flyers avant de se joindre aux Eisbären Berlin de la ligue élite allemande pour y terminer la saison. Au terme de la saison 2006-2007, il retourne brièvement dans la LNH avec les Islanders de New York. Il retourne dès le début de la saison suivante avec le club berlinois.
Au niveau international, il représente les États-Unis à trois reprises sans toutefois remporter une médaille.

## Statistiques

### En club
| Saison     | Équipe                        | Ligue      |     | Saison régulière | Saison régulière | Saison régulière | Saison régulière | Saison régulière |   | Séries éliminatoires | Séries éliminatoires | Séries éliminatoires | Séries éliminatoires | Séries éliminatoires |
| Saison     | Équipe                        | Ligue      | PJ  | B                | A                | Pts              | Pun              | PJ               | B | A                    | Pts                  | Pun                  |                      |                      |
| 1990-1991  | Cardigan Mountain             | HS         | 31  | 67               | 54               | 121              | -                | -                | - | -                    | -                    | -                    |                      |                      |
| 1991-1992  | Cardigan Mountain             | HS         | 21  | 111              | 58               | 169              | -                | -                | - | -                    | -                    | -                    |                      |                      |
| 1992-1993  | Seawolves de la Tabor Academy | HS         | 28  | 15               | 26               | 41               | 30               | 1                | 0 | 2                    | 2                    | 0                    |                      |                      |
| 1993-1994  | Thunderbirds de Seattle       | LHOu       | 63  | 15               | 29               | 44               | 47               | 9                | 4 | 12                   | 16                   | 8                    |                      |                      |
| 1994-1995  | Thunderbirds de Seattle       | LHOu       | 65  | 29               | 60               | 89               | 82               | 3                | 1 | 2                    | 3                    | 6                    |                      |                      |
| 1995-1996  | Thunderbirds de Seattle       | LHOu       | -   | -                | -                | -                | -                | 5                | 4 | 1                    | 5                    | 6                    |                      |                      |
| 1995-1996  | Falcons de Springfield        | LAH        | 11  | 2                | 3                | 5                | 4                | 10               | 2 | 3                    | 5                    | 6                    |                      |                      |
| 1995-1996  | Jets de Winnipeg              | LNH        | 51  | 5                | 13               | 18               | 22               | -                | - | -                    | -                    | -                    |                      |                      |
| 1996-1997  | Falcons de Springfield        | LAH        | 43  | 6                | 18               | 24               | 20               | 12               | 2 | 7                    | 9                    | 4                    |                      |                      |
| 1996-1997  | Coyotes de Phoenix            | LNH        | 27  | 3                | 11               | 14               | 4                | 7                | 0 | 2                    | 2                    | 0                    |                      |                      |
| 1997-1998  | Falcons de Springfield        | LAH        | 8   | 1                | 7                | 8                | 10               | 1                | 0 | 0                    | 0                    | 0                    |                      |                      |
| 1997-1998  | Coyotes de Phoenix            | LNH        | 32  | 4                | 7                | 11               | 16               | -                | - | -                    | -                    | -                    |                      |                      |
| 1998-1999  | Coyotes de Phoenix            | LNH        | 60  | 5                | 8                | 13               | 20               | -                | - | -                    | -                    | -                    |                      |                      |
| 1999-2000  | Coyotes de Phoenix            | LNH        | 50  | 3                | 7                | 10               | 22               | -                | - | -                    | -                    | -                    |                      |                      |
| 1999-2000  | Devils du New Jersey          | LNH        | 4   | 1                | 0                | 1                | 2                | -                | - | -                    | -                    | -                    |                      |                      |
| 2000-2001  | Crunch de Syracuse            | LAH        | 21  | 5                | 15               | 20               | 30               | -                | - | -                    | -                    | -                    |                      |                      |
| 2000-2001  | Blue Jackets de Columbus      | LNH        | 57  | 7                | 16               | 23               | 16               | -                | - | -                    | -                    | -                    |                      |                      |
| 2001-2002  | Blue Jackets de Columbus      | LNH        | 75  | 7                | 18               | 25               | 26               | -                | - | -                    | -                    | -                    |                      |                      |
| 2002-2003  | Falcons de Springfield        | LAH        | 4   | 1                | 2                | 3                | 4                | -                | - | -                    | -                    | -                    |                      |                      |
| 2002-2003  | Coyotes de Phoenix            | LNH        | 51  | 7                | 10               | 17               | 20               | -                | - | -                    | -                    | -                    |                      |                      |
| 2003-2004  | Blackhawks de Chicago         | LNH        | 51  | 4                | 7                | 11               | 18               | -                | - | -                    | -                    | -                    |                      |                      |
| 2004-2005  | Hockey Club Bolzano           | Série A    | 14  | 5                | 11               | 16               | 12               | 9                | 4 | 5                    | 9                    | 12                   |                      |                      |
| 2005-2006  | Kloten Flyers                 | LNA        | 16  | 5                | 9                | 14               | 6                | -                | - | -                    | -                    | -                    |                      |                      |
| 2005-2006  | Eisbären Berlin               | DEL        | 31  | 5                | 7                | 12               | 26               | 11               | 5 | 6                    | 11                   | 6                    |                      |                      |
| 2006-2007  | Eisbären Berlin               | DEL        | 52  | 18               | 28               | 46               | 34               | 3                | 1 | 0                    | 1                    | 12                   |                      |                      |
| 2006-2007  | Islanders de New York         | LNH        | 5   | 0                | 0                | 0                | 0                | -                | - | -                    | -                    | -                    |                      |                      |
| 2007-2008  | Eisbären Berlin               | DEL        | 56  | 21               | 30               | 51               | 28               | 14               | 6 | 3                    | 9                    | 4                    |                      |                      |
| 2008-2009  | Eisbären Berlin               | LdC        | 4   | 1                | 0                | 1                | 0                | -                | - | -                    | -                    | -                    |                      |                      |
| 2008-2009  | Eisbären Berlin               | DEL        | 52  | 16               | 32               | 48               | 20               | -                | - | -                    | -                    | -                    |                      |                      |
| 2009-2010  | Neftekhimik Nijnekamsk        | KHL        | 42  | 5                | 11               | 16               | 22               | 9                | 1 | 0                    | 1                    | 6                    |                      |                      |
| 2010-2011  | Traktor Tcheliabinsk          | KHL        | 53  | 21               | 11               | 32               | 26               | -                | - | -                    | -                    | -                    |                      |                      |
| 2011-2012  | Traktor Tcheliabinsk          | KHL        | 47  | 8                | 14               | 22               | 42               | 16               | 1 | 8                    | 9                    | 0                    |                      |                      |
| 2012-2013  | Traktor Tcheliabinsk          | KHL        | 52  | 5                | 12               | 17               | 25               | 25               | 3 | 11                   | 14                   | 2                    |                      |                      |
| 2013-2014  | HK Spartak Moscou             | KHL        | 42  | 11               | 12               | 23               | 18               | -                | - | -                    | -                    | -                    |                      |                      |
| 2013-2014  | HK CSKA Moscou                | KHL        | 8   | 2                | 3                | 5                | 4                | 4                | 0 | 2                    | 2                    | 0                    |                      |                      |
| 2014-2015  | Traktor Tcheliabinsk          | KHL        | 59  | 10               | 22               | 32               | 14               | 6                | 3 | 3                    | 6                    | 6                    |                      |                      |
| 2015-2016  | Traktor Tcheliabinsk          | KHL        | 53  | 6                | 6                | 12               | 14               | -                | - | -                    | -                    | -                    |                      |                      |
| 2016-2017  | EHC Munich                    | DEL        | 50  | 8                | 19               | 27               | 12               | 6                | 1 | 1                    | 2                    | 0                    |                      |                      |
| Totaux LNH | Totaux LNH                    | Totaux LNH | 463 | 46               | 97               | 143              | 166              | 7                | 0 | 2                    | 2                    | 0                    |                      |                      |

### En équipe nationale
| Année | Équipe     | Compétition                 |   | PJ | B | A | Pts | Pun         |  | Résultats |
| 1994  | États-Unis | Championnat du monde junior | 7 | 0  | 1 | 1 | 2   | 6e position |  |           |
| 1995  | États-Unis | Championnat du monde junior | 7 | 3  | 3 | 6 | 6   | 5e position |  |           |
| 2001  | États-Unis | Championnat du monde        | 9 | 0  | 0 | 0 | 4   | 4e position |  |           |

## Trophées et honneurs personnels
- Ligue de hockey de l'Ouest
  - 1995 : nommé dans la 1re équipe d'étoiles de l'Ouest
- Ligue continentale de hockey
  - 2013 : participe au cinquième Match des étoiles avec l'association de l'Est.

## Transactions
- 7 mars 2000 : échangé aux Devils du New Jersey par les Coyotes de Phoenix avec un choix du 3e tour (ré-échangé aux Coyotes, Phoenix sélectionne Beat Forster) lors du repêchage d'entrée dans la LNH en 1998 en retour de Lyle Odelein.
- 23 juin 2000 : échangé aux Blue Jackets de Columbus par les Devils du New Jersey avec Turner Stevenson pour compléter la transaction qui a envoyé Krzysztof Oliwa à Columbus le 12 juin 2000.
- 26 octobre 2002 : signe un contrat comme agent libre avec les Coyotes de Phoenix.
- 5 août 2003 : signe un contrat comme agent libre avec les Blackhawks de Chicago.
- 31 mars 2007 : signe un contrat comme agent libre avec les Islanders de New York.